# Горакхпур
Горакхпур (гінді गोरखपुर, англ. Gorakhpur) — місто в індійському штаті Уттар-Прадеш. Адміністративний центр округу Горакхпур. 

## Географія
Розташований на берегах річки Рапті на сході штату Уттар-Прадеш, поблизу кордону з Непалом.

### Клімат
Місто знаходиться у зоні, котра характеризується вологим субтропічним кліматом. Найтепліший місяць — травень із середньою температурою 31.9 °C (89.4 °F). Найхолодніший місяць — січень, із середньою температурою 16.1 °С (61 °F).
| Клімат Горакхпура       | Клімат Горакхпура | Клімат Горакхпура | Клімат Горакхпура | Клімат Горакхпура | Клімат Горакхпура | Клімат Горакхпура | Клімат Горакхпура | Клімат Горакхпура | Клімат Горакхпура | Клімат Горакхпура | Клімат Горакхпура | Клімат Горакхпура | Клімат Горакхпура |
| Показник                | Січ.              | Лют.              | Бер.              | Квіт.             | Трав.             | Черв.             | Лип.              | Серп.             | Вер.              | Жовт.             | Лист.             | Груд.             | Рік               |
| Абсолютний максимум, °C | 30                | 35                | 41                | 44                | 45                | 46                | 40                | 37                | 37                | 37                | 33                | 28                | 46                |
| Середній максимум, °C   | 22,9              | 25,9              | 32,4              | 37,4              | 38,7              | 36,7              | 32,9              | 32,4              | 32,6              | 32,4              | 28,8              | 24,4              | 31,5              |
| Середня температура, °C | 16,1              | 18,7              | 24,4              | 29,6              | 31,9              | 31,5              | 29,5              | 29,1              | 28,8              | 26,7              | 21,6              | 17,3              | 25,4              |
| Середній мінімум, °C    | 9,2               | 11,4              | 16,4              | 21,8              | 25                | 26,3              | 26                | 25,7              | 24,9              | 20,9              | 14,4              | 10,1              | 19,3              |
| Абсолютний мінімум, °C  | 1                 | 2                 | 8                 | 12                | 16                | 20                | 20                | 20                | 17                | 12                | 6                 | 2                 | 1                 |
| Норма опадів, мм        | 14.2              | 15.2              | 9.4               | 11.7              | 36.1              | 166.7             | 342.7             | 339.1             | 232.3             | 60.4              | 4.9               | 6.2               | 1238.9            |
| Днів з дощем            | 1                 | 1                 | 1                 | 1                 | 3                 | 10                | 15                | 15                | 8                 | 4                 | 0                 | 0                 | 63                |
| Вологість повітря, %    | 74                | 62                | 48                | 42                | 46                | 69                | 84                | 87                | 82                | 74                | 69                | 76                | 68                |
| ----------------------- | ----------------- | ----------------- | ----------------- | ----------------- | ----------------- | ----------------- | ----------------- | ----------------- | ----------------- | ----------------- | ----------------- | ----------------- | ----------------- |
| Джерело: Weatherbase    |                   |                   |                   |                   |                   |                   |                   |                   |                   |                   |                   |                   |                   |

## Назва
Горакхпур названий на честь аскета гуру Горакшанатха, святого, який популяризував хатха-йогу. Храм Горакхнатх, де він навчався, є головною визначною пам'яткою міста.

## Культура
У місті розташований храм Горакхнатх і низка історичних місць, пов'язаних з виникненням і розвитком буддизму.